# باب گراهام
باب گراهام (به انگلیسی: Bob Graham) سناتور سابق عضو حزب دموکرات ایالات متحده آمریکا بود. وی در سال ۱۹۸۷ تا ۲۰۰۵ میلادی سناتور ایالت فلوریدا در سنای ایالات متحده آمریکا بود.

## درخواست از دولت اوباما برای انتشار ۲۸ صفحه
وی که ریاست مشترک کمیته تحقیق دربارهٔ حادثه ۱۱ سپتامبر را بر عهده داشته است، از دولت اوباما خواسته که اسناد موسوم به ۲۸ صفحه که دربارهٔ حملات ۱۱ سپتامبر و نقش عربستان سعودی در سازماندهی این حملات را منتشر کند.